# Église Saint-Vivien de Saint-Vivien-de-Médoc
L'église Saint-Vivien est une église catholique située à Saint-Vivien-de-Médoc, en France qui date, en partie du XIIe siècle. La partie romane de l'église a été classée en 1862 et la totalité inscrite en 2008.

## Localisation
L'église est située sur la commune de Saint-Vivien-de-Médoc, au centre du bourg, dans le département français de la Gironde.

## Historique
La légende locale raconte que l'église actuelle est construite sur l'emplacement d'une église du VIe siècle, elle-même construite sur un lieu de culte païen. L'église paléochrétienne aurait été construite en même temps que l'église Saint-Vivien de Saintes. Il ne reste aucune trace de ces constructions.
- Une église fut construite au XIIe siècle, dont les seules parties qui subsistent sont l'abside et les chapiteaux de l'arc triomphal. L'église actuelle est composée de trois parties distinctes : l'abside du XIIe siècle ; une nef et bas-côtés du XIXe siècle et un clocher datant du milieu du XXe siècle.

- L'église a été fortifiée, probablement pendant les premières Guerres de Religion au XVIe siècle.

- En 1622, les huguenots venus de la Rochelle, incendient l’église fortifiée.

- La seule description connue de l'église avant le XIXe siècle est celle de l'abbé Jacques Baurein dans son livre Variétés bordeloises,tome II[3], publié en 1786 :

« La paroisse Saint-Vivien de Begays, dépend de l’archiprêtré de Lesparre et constitue une annexe de Vensac. » Il indique par ailleurs que l’église de Saint-Vivien « paroît très ancienne ; son sanctuaire, qui est voûté, est orné en dehors de différentes figures d’hommes, d’oiseaux et d’animaux ; ce qui annonce une architecture gothique ; l’entrée de cette église étoit anciennement fortifiée ; il y a environ vingt ans qu’on a abattu le restant des fortifications et des créneaux qu’on voyait encore au-devant de son entrée. Elle paroît avoir été construite sur le même plan et à peu près dans le même temps que l’Église de Civrac, qui est dans la même contrée. Reste à savoir laquelle des deux est la plus ancienne. »
| - Le plan de l'église en 1848 (dessin E. Bonnore) |

| - L'abside en 1848 (dessin E. Bonnore) |

| - L'église vers 1905 |

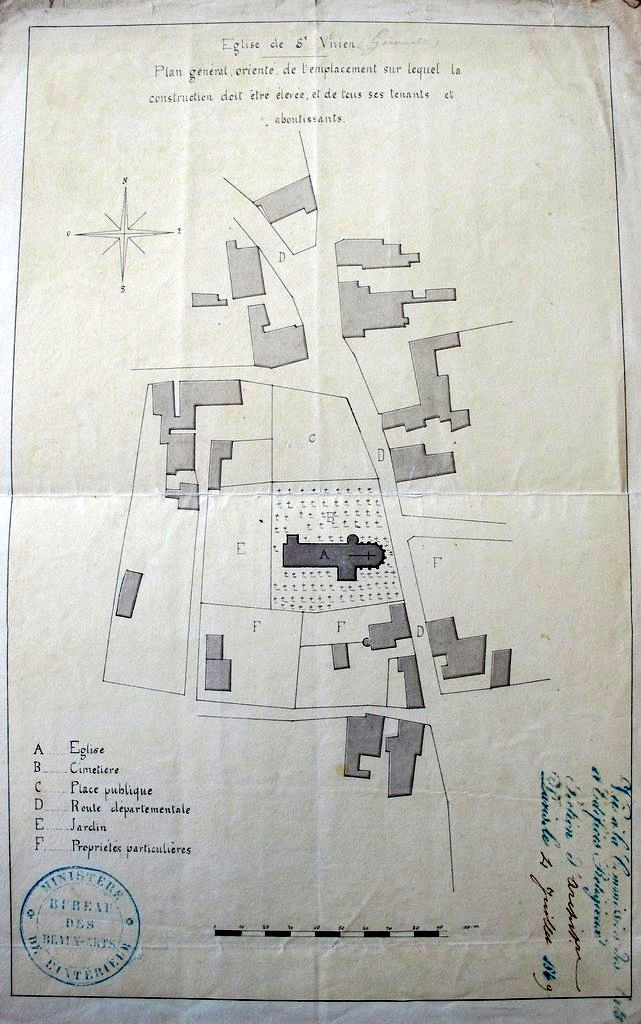
Saint-Vivien-de-Médoc - plan cadastral (1833) de l'église

- On ne dispose pas de représentation de l'église à cette époque. Cependant, le plan cadastral de 1833 donne le plan : un bâtiment dépourvu de transept avec un chevet arrondi ; une tourelle et un porche (l'entrée se faisait au nord) sont greffés sur l'élévation nord, tandis qu'une sacristie était construite sur la façade sud ; sa situation par rapport au cimetière et le bourg. L'église était entourée du cimetière jusqu'au milieu du XIXe siècle.

- La période révolutionnaire laisse le bâtiment dans un état de délabrement préoccupant : en 1820, toiture, charpente et lambris en bois nécessitent des réparations urgentes.

- En 1836, la reconstruction de l'édifice est évoquée : il s'agit de construire un clocher et d'ajouter des bas-côtés à la nef, tout en conservant l'abside romane. Celle-ci est d'ailleurs classée parmi les monuments historiques par une circulaire du Ministre de l'Intérieur du 1er octobre 1841.

Des plans et dessins réalisés par la Commission des Monuments historiques, en 1842 par Monsau, Durrassié, puis en 1845 par l'architecte Paul Abadie père, permettent de restituer plus précisément cet édifice à nef unique et abside, auquel on accédait par une porte en saillie, ménagée sur la façade nord. Sur cette même façade, une tourelle d'escalier donnait accès au clocher-mur séparant nef et abside. Sur le mur sud, se trouvait la sacristie ; les murs conservaient également à cet endroit des vestiges d'arcatures et de porte.
Des plans et devis sont dressés en 1838 et 1846 par Durand, architecte de la ville de Bordeaux et par Pierre Préau, architecte local originaire de Jau ; des réparations de la toiture et du carrelage sont réalisées en 1839 dans l'attente de cette reconstruction. En 1847, un contentieux oppose la commune et l'architecte Durand, dont les plans réalisés en 1844, ont été finalement rejetés.
C'est Édouard Bonnore qui prend en charge le projet de reconstruction en 1849 et qui réalise les travaux, attribués en 1850 à l’entrepreneur J. Hostein. Des modifications sont encore apportées au projet (ajout d'une porte au sud, modifications du décor de la façade principale...). Le 29 juin 1853, le procès-verbal de réception des travaux mentionne des problèmes de salpêtre dans les murs de la nouvelle construction.
- En 1856, des réparations sont réalisées sur l'abside romane.

- En 1868, un projet de construction de flèche sur le clocher est finalement ajourné ; on préfère attribuer les crédits à la restauration de l'abside qui présente toujours d'importantes lézardes.

- Le 20 février 1877, la foudre endommage gravement le clocher qui doit être démoli. À cette occasion, l'architecte Édouard Bonnore propose de déplacer le clocher à reconstruire en saillie de la façade occidentale pour former UN porche. Un premier projet est rejeté, jugé trop luxueux. Les travaux menés sous la direction de Bonnore et de l'entrepreneur Jamet s'achèvent en 1882.

- La foudre de 1877 a également ébranlé et fragilisé l'abside : l'autel principal a été enlevé, la voûte démolie, les murs endommagés.

- En 1880, les éléments sculptés sont démontés pierre par pierre et numérotés en attendant le remontage. Une reprise des fondations de l'abside s'avère nécessaire et trois travées sont entièrement reconstruites.

- En décembre 1882, les travaux de reconstruction de l'abside, également menés sous la direction d’Édouard Bonnore, sont en cours d'achèvement.

- Dans la première moitié du XXe siècle, l'église montre à nouveau des faiblesses : la voûte de l'abside menace ruine, le clocher est fragilisé par le salpêtre. Les réparations qui sont alors effectuées sont réduites à néant par des événements de la Deuxième guerre mondiale : l'armée allemande fait exploser le clocher, car il sert de repaire en mer[4]. Le clocher est entièrement détruit et l'édifice endommagé.

- À partir de 1949, c’est l'architecte arcachonnais André Larcher qui est chargé de reconstruire le clocher dans le cadre des dommages de guerre. Il dresse notamment les plans d'un nouveau clocher en janvier 1951, revus en avril 1952. Les travaux sont adjugés en 1956 et l'édifice inauguré et béni le 5 mai 1957 ; la nef est également remaniée notamment côté sud. En 1960, les bas-reliefs qui doivent orner le nouveau clocher sont réalisés par le sculpteur Rivière.

- Le lambris du plafond et la voûte du chœur, détruits pendant la deuxième guerre mondiale ont été refaits dans les années 1960.

## Les sculptures romanes
|  |

À l'extérieur, le chevet s'organise selon neuf pans séparés verticalement par des colonnes engagées et horizontalement sur trois registres. 
- Le registre médian est composé d'arcades et de baies en plein-cintre avec voussure et rouleau d'archivolte sculptés et colonnettes à chapiteaux. Dans les pans 1 et 2, au sud et pans 8 et 9 au nord, trois des quatre tympans sont ornés de bas-reliefs.

- Le registre supérieur présente des arcatures géminées et des fenêtres aveugles.

- L'ensemble est couronné par une corniche moulurée à modillons alternant avec des métopes sculptés. Au total il y 27 modillons sculptés, dont 13 figurés ; 34 métopes sculptés, dont 5 figurés et 8 chapiteaux sculptés, dont un historié.

L'iconographie des sculptures romanes est très riche, voir Iconographie des modillons romans pour plus de détails.
Des frises sculptées à motifs de billettes, de rinceaux et de fleurs à six pétales inscrites dans un cercle, règnent sur l'ensemble du chevet.

### Les pans du chœur
Les pans 1 et 2 au sud de l'abside et les pans 8 et 9 au nord correspondent aux deux travées du chœur de l'église.

#### Façade sud (Pans 1 et 2)
Pan 1
|  |

|  |

|  |

|  |

- La corniche est supportée par trois modillons : un homme à genou, les bras écartés ; un entrelacs et un modillon récent (1880 ?) d'une tête humaine. Entre les modillons se trouvent trois métopes : un entrelacs ; une femme exhibitionniste génitale et un rinceau. La corbeille du chapiteau séparatif porte un entrelacs.

- Les chapiteaux de la double fenêtre aveugle sont décorés avec : corbeille végétale et tailloir en une série de petites croix ; corbeille avec des oiseaux adossés, buvant au calice et tailloir avec des rinceaux ; corbeille avec décoration végétale et tailloir avec une série de cercles ligaturés.

- L'archivolte et voussure de la fenêtre aveugle portent une décoration florale. Les chapiteaux qui les supportent sont décorés, à l'ouest, avec un lion (qui a perdu sa tête) avec queue rentrante, puis remontante et fleurdelisée et à l'est c'est un lion rampant avec également une queue rentrante, puis remontante et fleurdelisée.

- Le tympan est un bas-relief remarquable. On voit trois personnages : à gauche un homme assis qui joue du psaltérion ; au centre une femme, habillée en robe longue. Elle est courbée devant, sa main gauche touche le sol, son bras droit est tenu en l'air ; à droite un autre homme joue de la vièle.

Cette scène, assez populaire dans le sud-ouest, représente Salomé (fille d'Hérodiade) qui danse devant le roi Hérode Antipas et qui réclamera la tête de Jean le Baptiste.
- On trouve des scènes semblables sur les chapiteaux de : l'église Saint-Romain de Cessac ; l'abbaye de La Sauve Majeure, dans la chapelle Saint-Jean ; l'Abbaye de Saint-Sever ; la Collégiale d’Alquézar.

Pan 2 :
|  |

|  |

|  |

- La corniche est supportée par trois modillons : deux félins séparés par un entrelacs. Entre les modillons quatre métopes sculptées : un double rinceau ; deux soleils ; six fleurs à cinq pétales et un X inscrit dans un cercle.

- Les corbeilles des chapiteaux de la double fenêtre aveugle sont décorés avec : à l'ouest et à l'est, un décor végétal et celle au centre est ornée de deux têtes humaines aux angles, dont les bouches crachent des rinceaux.

- L'archivolte et voussure de la fenêtre aveugle portent une série d'entrelacs simple. Les chapiteaux qui les supportent sont décorés, à l'ouest, avec une sirène bi-caudale sur l'angle et deux masques diaboliques qui lèchent ses "pieds/queues" ; à l'est un décor de rinceau.

- Le tympan est sculpté d'un bas-relief remarquable. On voit quatre personnages : à gauche, un homme en génuflexion derrière une femme vêtue d'une robe longue, richement brodée, aux manches larges et évasées. En face d'elle se trouve un homme, également richement habillé. Il tient dans la main gauche un objet sphérique. Derrière lui un personnage assis, dans une attitude de profonde réflexion.

- L'interprétation de la scène pose un problème. La première description était celle de Léonce de Lamothe en 1848[5]

« Sur un tympan d'une des fausses fenêtres qui décorent l'abside, au midi et extérieurement, personnage offrant à Hérode la tête de saint Jean placée dans un plat. ». Cette interprétation hâtive, sans doute influencée par la proximité de la danse de Salomé et l'existence en Gironde de plusieurs sculptures montrant la danse de Salomé et la décollation de Jean, a été reprise par plusieurs auteurs de guides et de sites.
|  |

- Malheureusement pour cette interprétation, l'objet sphérique au centre du tympan n'est pas sur un plat, mais posé sur la paume ouverte de l'homme. Il est difficile de croire que le roi Hérode tiendrait dans sa main, soit pour donner, soit pour recevoir, une tête fraichement coupée et sanglante. Aussi, quel est le sens à donner au personnage masculin, assis et reposant sa tête sur sa main droite dans l'attitude d'un « penseur » ? L'homme à gauche du tympan est en génuflexion, ce qui est normal devant un roi, mais pas devant une fillette comme Salomé.

Si on regarde le personnage féminin de près, on perçoit qu'elle tient dans la main gauche un objet, soit un sceptre, soit un rouleau de papyrus ; ses vêtements sont très élaborés, robe longue et richement brodée ; sa coiffe est très proche d'un Némès. Elle porte les symboles d'une reine égyptienne ; l'homme à gauche lui rend hommage ; l'homme au centre, qui reçoit ou donne l'objet sphérique qu'il tient dans sa main gauche est également très richement habillé. Derrière lui se trouve un symbole de la sagesse ou de la réflexion.
Ces indications suggèrent une autre interprétation : la rencontre de la reine de Saba avec le roi Salomon, dont le récit se trouve dans l'Ancien Testament : Premier Livre des Rois, chapitre 10, versets 1-13. Ce thème était très populaire avec les peintres de la Renaissance italienne, mais très rare en sculpture romane (aucun autre exemple en Gironde). Il existe un vitrail de la cathédrale de Cologne, vers 1280, qui illustre cette rencontre.

#### Façade nord (Pans 8 et 9)
La façade nord est moins riche que la façade sud et certains modillons et chapiteaux semblent être des restaurations datant de la reconstruction de l'abside en 1880.
| - Pan 8 - Pan 9 |

|  |

- La corniche de chaque pan est supportée par trois modillons. deux sont figurés : sur le pan 8, un homme accroupi, la tête basse, tire avec les deux mains sa longue barbe bifide et sur le pan 9, deux oiseaux s'affrontent, bec contre bec. Les sept métopes portent des dessins géométriques : entrelacs, cercles ou petits carrés.
- La corbeille du chapiteau séparatif est ornée d'un lion bi-corporé sur chaque angle. les deux queues sont rentrantes, puis remontantes pour terminer fleurdelisées.
- Les six chapiteaux des deux baies géminées portent chacun une décoration végétale.

|  |

- Les deux voussures des baies aveugles portent une décoration minimale. Les corbeilles des chapiteaux du pan 8 sont érodés. Sur celui à l'ouest,on voit un homme pris dans les enlacements des rinceaux, un thème classique de l'époque. Les deux chapiteaux du pan 9 portent un décor végétal.

Le tympan du pan 9 était sculpté, mais, aujourd'hui, il en subsiste seulement la moitié, qui est très érodée. On voit, au centre, un homme debout, habillé d'une robe longue. Il semble tenir un objet à la main droite. Sa tête a disparu. À gauche du tympan, un enfant et une femme, qui semble faire une geste d'affection en tenant la main de l'enfant. Sans une description ancienne du tympan il est difficile d'en dire plus.

### Les pans du chevet

#### Sud (Pan 3)
|  |

|  |

- La corniche est supportée par trois modillons (des barriques, un félin maléfique et un « damier »). Les quatre métopes sont toutes sculptées avec des bas-reliefs de caractère géométrique (cercles, spirales, six fleurs, croix dans un cercle).
- Le chapiteau séparatif est figuré. La sculpture est symétrique : sur chaque angle se trouve un homme debout ; il porte une tunique longue. De chaque côté un énorme oiseau, de type « pingouin », picore ou chuchote dans l'oreille. La tête et le buste de l'homme à l'ouest ont été remplacés par une pierre non-sculptée.

|  |

- Le chapiteau central de la baie géminée est figuré : Un homme nu, sur l'angle ouest, touche, avec chaque main, la croupe d'un lion, dont la queue est d'abord rentrante, puis remontante, pour terminée fleurdelisée.

Les deux autres chapiteaux de la baie géminée portent un décor végétal.
|  |

- L'archivolte de la baie fenêtre est décorée avec une série de fleurs inscrites dans des cercles et la voussure avec des rinceaux.

Les deux chapiteaux qui supportent l'arcade sont figurés, mais très érodés.
À l'ouest, sur l'angle de la corbeille, un homme nu est assis sur le sol, ses jambes pliées et ses mains semblent tenir ses fesses.
À l'est, également sur l'angle de la corbeille, un homme nu est assis (ou un monstre avec un corps humain, la tête est très abîmée), ses mains tiennent les pieds.  De chaque côté se trouve un homme nu, les mains derrière le dos et la tête reposant sur la tête du « monstre ».

#### Sud-est (Pan 4)
|  |

|  |

- La corniche est supportée par trois modillons, dont un figuré : une double « fleur de lys » ; un homme nu qui porte deux pignes de pin et un entrelacs. Les deux premiers modillons semblent dater de la reconstruction de 1880.

Les quatre métopes sont toutes sculptées avec des bas-reliefs : des billettes ; spirales ; une série de figures abstraites et deux oiseaux buvant dans la même calice. Ce dernier semble dater aussi de 1880.
- Le chapiteau séparatif est assez érodé, mais on peut distinguer, sur chaque angle, des lions superposés sur une autre bête, qu'ils touchent avec leurs pattes.
- Le trois chapiteaux de la baie géminée sont tous érodés. Celui à l'ouest est décoré avec un lion bi-corporé et les deux autres portent une décoration végétale.

|  |

- L'archivolte de la baie fenêtre est décorée avec une série de feuilles. Les claveaux de la voussure portent un décor de rinceaux et deux claveaux, posés symétriquement, portent la sculpture d'un homme debout.

Les deux chapiteaux qui supportent l'arc sont figurés.
Sur l'angle de celui à l'ouest on voit un homme, un genou à terre. Il porte des cheveux très longs. Derrière lui, un homme qui tient une dague et le menace. Sur l'autre face de la corbeille un troisième homme le tient.
Sur chaque face du chapiteau à l'est se trouve un homme en tunique longue. Leurs bras sont tendus vers un objet, malheureusement très érodé, sur l'angle de la corbeille. Cet objet est peut-être un masque diabolique et les hommes ont mis leurs mains dans sa gueule.

#### Est (Pan 5)
|  |

|  |

- La corniche est supportée par trois modillons, dont deux sont figurés : un entrelacs simple ; un homme nu à genou, vu de dos. Sa tête est cachée dans la gueule d'un monstre diabolique qui l'avale. Le troisième modillon représente un atlante accroupi qui soutient la corniche.

Trois des quatre métopes portent des bas-reliefs géométriques simples : cercle et rinceaux ; six croix et six entrelacs simples. La quatrième métope est figurée et représente deux hommes, allongés sur le dos, les jambes entremêlées.
Ce type de représentation est une mise en garde contre l'homosexualité et généralement on la trouve dans les anciennes abbayes et monastères (Abbaye de La Sauve-Majeure, église de Saint-Martin-de-Sescas etc.).
|  |

L'homosexualité à l'époque romane était sévèrement dénoncée et considérée comme une hérésie. Dans les milieux ecclésiastiques, qui exigeaient la chasteté, il était fréquent de représenter des hommes qui se touchent, dans le but de dramatiser les risques des étreintes impures et coupables. Les constitutions monastiques étaient unanimes : « Que nul ne prenne la main de l'autre, ni quelque autre partie de son corps » selon saint Pacôme (deuxième règle, canon 38). Ici, chaque homme a posé sa main sur la cuisse de l'autre et vu leur position, les parties génitales sont à proximité. L'intention homosexuelle est très explicite.
- Le chapiteau de séparation entre les pans 5 et 6 porte une décoration végétale simple.
- L'archivolte et la voussure de la baie sont très érodés, mais on distingue que la décoration est de simple entrelacs à rinceaux.

Les deux chapiteaux qui supportent l'arc sont également érodés. Sur l'angle de la corbeille du chapiteau au sud on voit les traces d'une personnage accroupi. Il est difficile d'en dire plus. Le chapiteau au nord est trop abîmé.

#### Nord-est (Pan 6)
|  |

|  |

- La corniche est supportée par trois modillons, dont deux sont figurés : un homme avec une barbe taillée en carré (il semble qu'à origine l'homme était ithyphallique, mais le modillon a été martelé à une époque assez récente) ; une bête maléfique avec une grande crinière ; le troisième modillon représente cinq bâtons liés par des cordes. Les quatre métopes sont toutes sculptées avec des bas-reliefs : un entrelacs classique ; six fleurs de marguerite ; un personnage habillé en tunique longue, les jambes écartées et un entrelacs fait avec des rinceaux. La troisième métope semble dater de la reconstruction de 1880, car le personnage est habillé, ce qui ne correspond pas à l'iconographie romane pour ce type de représentation.

|  |

- Le chapiteau de séparation est historié et représente la chute d'Adam et Ève.

Adam se trouve sur l'angle ouest de la corbeille. Il est nu. Avec la main gauche il tient une branche de l'arbre de la connaissance du bien et du mal. Sa main droit semble toucher le serpent qui enlace le tronc de l'arbre, sur la face principale.
Ève se trouve sur l'angle est de la corbeille. Elle est nue et cache son sexe avec la main droite, car elle a mangé la fruit de l'arbre et a pris connaissance de sa nudité.
|  |

- Les trois chapiteaux de la baie géminée portent une décoration végétale.
- L'archivolte de la baie fenêtre est décorée avec une série de fruits sphériques enlacés par deux rinceaux. Les claveaux de la voussure portent un décor alterné de faisceaux et de feuilles.

Les deux chapiteaux qui supportent l'arc sont figurés, mais malheureusement celui à l'est est trop érodé pour le décrire en détail :
Sur l'angle de la corbeille du chapiteau à l'est on discerne deux pieds chaussés posés sur l'astragale et le bas d'une tunique longue. Les figures qui se trouvaient sur les deux faces sont totalement illisibles.
Le chapiteau à l'ouest est érodé, mis lisible. Sur l'angle de la corbeille se trouve un homme, habillé en tunique. Il semble être à genou et il tient dans chaque main un serpent, dont les têtes s'approchent de ses oreilles.

#### Nord (Pan 7)
|  |

|  |

- Sous la corniche on trouve les quatre métopes et trois modillons.

Trois des quatre métopes portent des bas-reliefs de nature géométrique. Deux des modillons sont figurés et le troisième semble être moderne, datant de la reconstruction de 1880.
La corbeille du chapiteau de séparation avec le pan 8 est décorée avec un bel entrelacs.
|  |

La métope figurée (qui est retournée de 90°) représente un homme, richement habillé. Il est en génuflexion et il écoute les mauvais conseils qu'un serpent chuchote à son oreille. Le modillon qui suit représente, de dos, un homme nu. Sa tête est engloutie dans la bouche d'un serpent. Le troisième modillon est un félin maléfique.
Il y a une continuité évidente avec la chute d'Adam et Ève du chapiteau précédent.
|  |

- Le chapiteau central de la baie géminée est décoré avec deux créatures maléfiques, à mâchoire de crocodile. Les deux autres chapiteaux portent un décor végétal.

- L'archivolte de la baie aveugle est en dents de scie et les claveaux de la voussure portent une simple croix.

Les deux chapiteaux qui supportent l'arcade sont figurés : à l'ouest, un lion rampant est emprisonné par des rinceaux et à l'est, on voit un homme accroupi, vu de dos. Sa tête a disparu. Il semble tenir un objet à la main gauche.

### Les chapiteaux de l'arc triomphal
| - Chapiteaux au nord |

La sculpture qui fait la jonction de la frise et le chapiteau nord de l'arc triomphal représentent la Pesée des âmes : 
- À gauche on voit l'archange saint Michel vêtu d’une longue tunique, debout et sans armes. Il tient la balance de sa main gauche.
- À droite du bas-relief se trouve un diable, aussi grand que saint Michel, peut-être Satan lui-même. Il s'efforce de faire pencher le plateau du mal avec un bâton, afin d'emporter l'âme en Enfer.
- Sous l'autre plateau on peut voir un autre diable, plus petit, qui essaie d'empêcher le plateau du bien de descendre.
- Un petit personnage, représentant l'âme qui est jugée, se cache dans les plis de la tunique de l’Archange.
- La frise continue, avec un entrelacs et les corbeilles des chapiteaux qui soutiennent l'arc triomphal ont une décoration végétale.

Les sculptures qui décorent les chapiteaux au sud de l'arc triomphal sont assez abîmés. 
| - Chapiteaux au sud (I) - Chapiteaux au sud (II) |

- D'abord, on a une frise de rinceaux en très bon état.
- Sur les corbeilles des chapiteaux qui soutiennent l'arc triomphal on trouve un foisonnement d'animaux (quadrupèdes et oiseaux) superposés dans un décor végétal.
- Il y a deux types sur le thème d'animaux superposés : les animaux forment des strates indépendantes, comme sur des poteries grecques ou des bas-reliefs égyptiens ; il y a interaction entre les animaux superposés (les oiseaux d'un niveau picorent les têtes d'un animal sur un autre niveau comme ici). Ce type de superposition est très abondant dans la sculpture romane du sud-ouest de la France. Il s'agit d'une véritable iconographie de caractère symbolique, dont la signification des détails nous échappe aujourd'hui[7].

## L'intérieur de l'église
La porte d'accès est surmontée d'une tribune d'orgue accessible par un escalier en bois. Les fonts baptismaux sont placés dans le bas-côté nord, un monument aux morts se trouve dans le bas-côté sud.

### La nef
La nef est séparée des bas-côtés par une série de 5 arcades en plein-cintre à doubles tores sculptés de feuillages, rubans et perles. Les piliers sont agrémentés de colonnes engagées à chapiteaux à motifs végétaux. Un bandeau sculpté de rinceaux végétaux court au-dessus des arcades. Nef et bas-côtés sont couverts de lambris et percés de fenêtres en plein-cintre.
| - La nef vers l'Est - La nef vers l'Ouest - Armoiries de Donnet - Armoiries de Pie IX |

Au niveau de la première travée de chœur, deux portes latérales en plein-cintre avec voussures moulurées donnent accès aux sacristies. Elles sont surmontées de médaillons sculptés aux armes épiscopales (cardinal Donnet) et papales (Pie IX).

### Le sanctuaire
Le chevet est composé de deux travées aveugles, formant le chœur, et de cinq baies en plein-cintre encadrées de colonnes à chapiteaux sculptés et séparées par d'autres colonnes supportant des rouleaux d'archivoltes traités en tores. Un bandeau sculpté de motifs de fleurs inscrites dans des cercles court en continu sous les baies.
|  |

| - Baie Nord - Baie Nord-Est - Baie Est - Baie Sud-Est - Baie Sud |

Le sanctuaire conserve quelques chapiteaux romans, même si la plupart ont été largement restaurés au XIXe siècle.

### L'orgue
- L'orgue a été construit en 1983 par Bernard Chevrier. Inauguration le 18 juin 1983 par Louis Robillard.

Les caractéristiques : Buffet en pin d’Orégon d’inspiration néo-classique. Trois tourelles de 5 tuyaux en étain et deux plates faces de 12 tuyaux chacune. Console en fenêtre. 2 claviers manuels de 56 notes et un pédalier de 30 notes. Transmissions mécaniques. L’instrument est inachevé et aurait besoin d’un relevage.

## Le clocher de 1957
|  |

Le clocher en béton, qui rappelle les constructions dues à Auguste Perret, est de plan carré et surmonté de quatre niveaux polygonaux formant une flèche. Il est cantonné de colonnes et les parois ornées de claustras percées de baies avec jours à motifs circulaires et d'une hauteur de 38 m. La porte occidentale est couronnée d'un fronton triangulaire, orné d'un bas-relief. Deux autres portes également ornées de bas-reliefs sont percées sur les façades latérales du porche. Les bas-reliefs sont l’œuvre du sculpteur bordelais Joseph Rivière.
Aujourd'hui, le fer dans le béton armé a provoqué des fissures dans les façades du clocher et une importante restauration s'impose.